# Clarence Comeau
Pour les articles homonymes, voir Comeau.
Clarence-Edgar Comeau est un poète et dramaturge acadien né à Néguac, petit village marin situé dans l'Acadie du Nouveau-Brunswick, Canada. Il publia son premier recueil en 1980 : Entre amours et silences, aux Éditions d'Acadie. En 1981, ce recueil fut primé Prix France-Acadie. 
Baccalauréat ès Arts B.A., Philosophie à l'Université de Moncton, Nouveau-Brunswick, Moncton, Canada.
En 2014, celui-ci se lance également dans l’édition en tant que directeur des Éditions Tout Dire.

.

## Œuvres

### Poésie
- 1976
  - Mords Acadien ; L’Acadie ma seule patrie : textes poétiques publiés dans une anthologie de poésie acadienne intitulée : Acadie/Expérience, Éditions Parti pris, Montréal, (Québec). Choix de textes : Jean-Guy Rens et le poète acadien Raymond Guy Leblanc.
  - If You Can’t Get Anything Out of Me (Ou discours non-poétique sur le pouvoir sexuel en Acadie.) – poème lu lors de la Nuit de la poésie acadienne, à l’Université de Moncton, et publié dans la revue étudiante Le Front, Université de Moncton.

- 1979
  - Comme si l’ombre était vraie – poème adapté à la danse moderne. Mise en scène d’Yvan Vanheck, Théâtre Amateur de Moncton.

- 1980
  - Entre amours et silences, premier recueil de poèmes paru aux Éditions d’Acadie, Moncton. Ce recueil valut à l’auteur le Prix France-Acadie.
  - Attentes poétiques ; Murmurer sa résistance déracinée - deux poèmes inédits lus au spectacle l’Acadie en fête, sous la direction de René Cormier, Caraquet.

- 1982
  - La rose morte ; Pareille à ta musculature – deux poèmes publiés dans l’édition du printemps de la revue Éloizes, revue littéraire de l’association des écrivains acadiens, Moncton.
  - Absence, absence - poème paru dans l’édition de l’automne de la revue littéraire acadienne Éloizes, Moncton.
  - L’Allée du corps - suite poétique présentée par Henri Bergeron et lue par Gérard Poirier à l’émission Alternance diffusée au réseau national de la radio de Radio-Canada, Montréal.

- 1983
  - Quand la nuit m’offre sa nuit - suite poétique présentée par Henri Bergeron et lue par Gérard Poirier à l’émission Alternance diffusée au réseau national de la radio de Radio-Canada, Montréal.

- 1985
  - Éclairs de sang ; Un homme étrange ; La musique déroutante – trois textes poétiques publiés dans une anthologie bilingue sous le titre de Poésie acadienne contemporaine/Acadian Poetry Now, Éditions Perce-Neige, Moncton.

- 1987
  - Quelque part en nous…ton visage – recueil de poèmes édité à compte d’auteur. Dépôt légal - Bibliothèque et Archives nationales du Québec, 1987.

- 1988
  - Caresse obscure, - recueil de poèmes à compte d’auteur. Dépôt légal - Bibliothèque et Archives nationales du Québec, 1988.

- 1990
  - À côté de tes grands champs de trèfles ; Cris d’amour et de silence- deux textes poétiques parus dans l’anthologie Rêves inachevés, Éditions d’Acadie, Moncton. Choix de textes : Fred Cogswell et Jo-Ann Elder.
  - Unfinished Dreams (version anglaise de Rêves Inachevés.), Éditions Goose Lane, Fredericton.
  - Mords Acadien ; L’Acadie ma seule patrie : textes poétiques publiés dans Reflets d’un pays, Éditions Soleil/Publishing, Welland, (Ontario). Choix de textes par Anthony Mollica et Bernadette Larochelle.

- 2001
  - Le rêve, l'espoir, les ombres - recueil de poèmes édité à compte d’auteur. Dépôt légal - Bibliothèque et Archives nationales du Québec, 2001.
  - Labyrinthe d'une sortie de secours - recueil de poèmes édité à compte d’auteur. Dépôt légal - Bibliothèque et Archives nationales du Québec, 2001.

- 2006
  - Criée au large de notre silence ; Sans craindre la douleur – deux poèmes publiés dans la revue acadienne de création littéraire Ancrages, Moncton.

- 2007
  - Triptyque poétique (Choix de textes 1979-2004), édition à compte d’auteur,: Vol. I : Murmures pleins de gestes ; Vol. II  : Images sans repos ; Vol. III : Âmes de destruction massive. Dépôt légal - Bibliothèque et Archives nationales du Québec, septembre 2007.

- 2007
  - La Presse lundi le 18 septembre 1993, essai poétique, édition à compte d’auteur. Dépôt légal - Bibliothèque et Archives nationales du Québec, septembre 2007.

- 2007
  - Soubresauts, recueil de poèmes. Édition à compte d’auteur. Dépôt légal - Bibliothèque et Archives nationales du Québec, septembre 2007.

- 2014
  - L’Aube inachevée, recueil de poèmes. Édition Tout dire.

- 2018 - Philomène précédé de Sans jamais disparaître, recueil de poèmes, Éditions Tout Dire

### Théâtre
- 1979
  - Le procès de monsieur Solomon Un Tel, pièce de théâtre inédite et présentée à Moncton dans le cadre du 10e anniversaire du Théâtre Amateur de Moncton ; mise en scène d’Yvan Vanheck.
  - Première neige d’automne, drame socio-familiale créé par le Théâtre Amateur de Moncton et mise en scène par Bertholet Charron, et qui fut présentée au Monument national de Memramcook ; ladite pièce fut enregistrée  par Radio-Canada et diffusée au réseau national lors de l’émission Première.

### Théâtre pour enfants
- 1978
  - Au pays des côtes, pièce inédite mise en scène par Clarence Poirier et présentée sur la scène de La Grange, théâtre expérimental du département d’Art dramatique de l’Université de Moncton.

- 1982
  - Pour entendre rire les enfants, pièce mise en scène par la troupe Les Matois et présentée à la bibliothèque nationale du Québec à Montréal ; le rôle de Gerry le clown a été joué par le comédien acadien Laurie Henri.

- 1992
  - L’éternel recommencement, pièce de théâtre pour ados, écrite avec la participation de Louise Bergeron. Cette pièce a été produite et présentée au public montréalais par les Productions Louise Bergeron. Le texte a été utilisé par Louise Bergeron pour le mémoire de sa maîtrise à l'Université du Québec à Montréal (UQAM).

- 2007
  - Clown et Soleil qui tousse, pièce de théâtre pour enfants, édition à compte d'auteur. Dépôt légal - Bibliothèque et Archives nationales du Québec, septembre 2007.

- 2007
  - Le Nombril du Pays des Côtes, pièce de théâtre pour enfants, édition à compte d'auteur. Dépôt légal - Bibliothèque et Archives nationales du Québec, septembre 2007.